# ليالي (مسلسل)
ليالي هو مسلسل تلفزيوني مصري عُرض في عام 2009، من بطولة زينة، صلاح عبد الله، يوسف الشريف، أحمد صفوت، عمار شلق، من تأليف أيمن سلامة، ومن إخراج أحمد شفيق.

## قصة المسلسل
تدور أحداث المسلسل في ثلاثة محاور وهي المرأة والمال والسلطة حول "ليالي" فتاة من الإسكندرية وطالبة في كلية الصيدلة تتورط في الإدلاء بشهادة زور في قضية فساد فترفض مما يثير غضب والدها وتمضي أيام قليلة حتى يقرر تزويجها من مقاول يكبرها سناً فترفض وتهرب إلى القاهرة، وهناك تبدأ حياة فنية من نقطة الصفر حتى تصبح فنانة مشهورة، وترتبط بمنتج لبناني وتتزوجه ولكنها سرعان ما تكتشف أنه يستغلها وأن زواجه منها لكان من أجل إنجاب ابن لهما وليست لمشروعها الفني. تحدث مشكلة بينه وبين والدها، فتهرب منه وتعود إلى القاهرة، ثم ترتبط برجل الأعمال "حسام مرتضى" وتضيع حياتها بسبب هذه العلاقة.

## بطولة
- زينة: ليالي - فنانة صاعدة تتعدد علاقاتها حتى تفقد حياتها.
- صلاح عبد الله: عبد الحفيظ - والد ليالي ويعمل سمسار.
- سوسن بدر: نجمة - والدة ليالي.
- عزت أبو عوف: حسام مرتضى - رجل أعمال ترتبط به ليالي ولكنها تفقد حياتها بسبب هذه العلاقة.
- عمار شلق: وليد الزهار - منتج لبناني يتزوج من ليالي ولكنه يستغلها ويسئ معاملتها فتهرب منه ويستولي والدها عبد الحفيظ على بعض أمواله.
- يوسف الشريف: مسعد العنتري - ضابط أمن يعمل مع حسام مرتضى يقتل سامي طليق سمر.
- حنان مطاوع: سمر مرتضى - شقيقة حسام تطلق من زوجها سامي ثم يقتله حسام خوفاً من الفضيحة.
- ياسر فرج: سامي - طليق سمر يقتله مسعد بأمر من حسام بعد حبسه في فيلا لحسام بالشروق.
- أشرف زكي: د.شاكر - يتحالف معه عبد الحفيظ والد ليالي للانتقام من وليد الزهار.
- أحمد صفوت: عمرو - مخرج مصري يحب ليالي ويعاونها في مشكلاتها ظل يحبها ويساعدها لآخر حياتها.

## ردود الأفعال والجدل حول ليالي
أثار المسلسل قبيل عرضه وحتى نهايته جدلاً كبيراً وردود أفعال عديدة حيث أنه بالرغم من النفي المستمر لمؤلفه أيمن سلامة وبطلته زينة إلا أنه لوحظ منذ بدايته تشابهه مع قصة الفنانة الراحلة سوزان تميم والمتهم في قتلها رجل الأعمال هشام طلعت مصطفى والضابط محسن السكري.

### وجه التشابه

#### تسلسل حياة ليالي
استند الجدل القائم حالياً لقيام المسلسل بمحاكاة الصعود الفني الذي مرت به ليالي وخصوصاً المحطتين البارزتين في الأحداث الأولى هي المنتج اللبناني وليد الزهار الذي قام بدوره الفنان عمار شلق فهو يطلب الزواج من ليالي فتوافق لخدمة مشروعها الفني ولكنها تكتشف علاقاته العديدة وأن زواجه منها كان لمصلحته الشخصية (الإنجاب) إضافة إلى ذلك معاملته القاسية لها فتهرب منه لتعود إلى القاهرة لتتصاعد الأحداث وترتبط برجل أعمال لتحتمي به لكنها تفقد حياتها بسبب هذه العلاقة. جدير بالذكر أن هذا الجزء حدثت فيه تعديلات درامية حيث أظهرت الأحداث أن والد ليالي (صلاح عبد الله) تحالف مع شخص (أشرف زكي) للإيقاع بوليد فاستولى على بعض أمواله.

#### عائلة حسام مرتضى
الأمر الثاني هو التشابه بين عائلتي حسام مرتضى (عزت أبو عوف) وهشام طلعت مصطفى حيث يظهر المسلسل أنه يعمل في مجالات العقارات والشقق، كما ظهرت أسماء عائلته بنفس أوزان أسمائهم الحقيقية فمثلاً شقيقه طارق تبدل اسمه بطاهر وسحر بسمر، أيضاً معه ضابط سابق باسم مسعد (يوسف الشريف) وهو في الواقع محسن السكري شريك هشام طلعت مصطفى حسب الإتهامات أما شخصية سامي (ياسر فرج) طليق سهر (حنان مطاوع) فيمكن القول بأنها إضافة في أحداث المسلسل.

#### مشروع حسام مرتضى
تظهر الأحداث أن "حسام مرتضى" رجل الأعمال كان يعد لمشروع عالمي (تشابهاً مع مدينتي) كذلك جملة حنان مطاوع التي قالت فيها بأن الصحف تتحدث عن شراء أراضي الدولة بـ150 قرش وتم بناء مدن جديدة بيعت بالملايين. 

### النفي المستمر من صناع العمل
نفى أيمن سلامة مؤلف المسلسل تشبيه القصة بسوزان تميم وقال أن القصة معدة قبل حادث مقتل سوزان وأن التشابه جاء في الجزء الخاص برجل الأعمال فقط.

### والد تميم يرفع دعوى قضائية
أعلن محامي عبد الستار تميم والد الراحلة سوزان تميم أنه سيتقدم بدعوى قضائية ضد صناع المسلسل لتناولهم حياة ابنة موكله دون الرجوع إليهم.